# Фінал Кубка володарів кубків 1990
Фінал Кубка володарів кубків 1990 — футбольний матч для визначення володаря Кубка володарів кубків УЄФА сезону 1989/90, 30-й фінал змагання між володарями національних кубків країн Європи. 
Матч відбувся 9 травня 1990 року у Гетеборзі за участю володаря Кубка Італії 1988/89 «Сампдорії» та володаря Кубка Бельгії 1988/89 «Андерлехта». Гра завершилася перемогою італійців у додатковий час з рахунком 2-0, які здобули свій перший титул володарів Кубка володарів кубків.

## Шлях до фіналу
| Сампдорія           | Сампдорія | Сампдорія       | Сампдорія       | 1989/90      | Андерлехт         | Андерлехт | Андерлехт   | Андерлехт       |
| ------------------- | --------- | --------------- | --------------- | ------------ | ----------------- | --------- | ----------- | --------------- |
| Суперник            | Результат | Перший матч     | Повторний матч  | Раунд        | Суперник          | Результат | Перший матч | Повторний матч  |
| Бранн               | 3–0       | 2–0 (на виїзді) | 1–0 (вдома)     | Перший раунд | Балліміна Юнайтед | 10–0      | 6–0 (вдома) | 4–0 (на виїзді) |
| Боруссія (Дортмунд) | 3–1       | 1–1 (на виїзді) | 2–0 (вдома)     | Другий раунд | Барселона         | 3-2       | 2–0 (вдома) | 1–2 (на виїзді) |
| Грассгоппер         | 2–1       | 2–0 (вдома)     | 2–1 (на виїзді) | 1/4 фіналу   | Адміра Ваккер     | 3–1       | 2–0 (вдома) | 1–1 (на виїзді) |
| Монако              | 4–2       | 2–2 (на виїзді) | 2–0 (вдома)     | 1/2 фіналу   | Динамо (Бухарест) | 2–0       | 1–0 (вдома) | 1–0 (на виїзді) |

## Деталі
| 9 травня 1990 |

| Сампдорія         | 2:0 (у д. ч.) | Андерлехт |
| ----------------- | ------------- | --------- |
| Віаллі 105', 107' | Протокол      |           |

| Уллеві, Гетеборг Глядачів: 20 103 Арбітр: Бруно Галлер |

| Сампдорія | Андерлехт |

| В                | 1  | Джанлука Пальюка    |  |     |
| З                | 2  | Морено Манніні      |  | 38' |
| З                | 3  | Амедео Карбоні      |  | 36' |
| З                | 5  | П'єтро Верховод     |  |     |
| З                | 6  | Лука Пеллегріні (к) |  |     |
| ПЗ               | 7  | Джузеппе Доссена    |  |     |
| ПЗ               | 8  | Джованні Інверніцці |  | 55' |
| ПЗ               | 11 | Сречко Катанець     |  | 92' |
| ПЗ               | 4  | Фаусто Парі         |  |     |
| Н                | 10 | Роберто Манчіні     |  |     |
| Н                | 9  | Джанлука Віаллі     |  |     |
| Запасні:         |    |                     |  |     |
| В                | 12 | Джуліо Нучіарі      |  |     |
| З                | 13 | Марко Ланна         |  |     |
| ПЗ               | 15 | Фаусто Сальсано     |  | 92' |
| ПЗ               | 14 | Аттіліо Ломбардо    |  | 55' |
| ПЗ               | 16 | Віктор Муньйос      |  |     |
| Головний тренер: |    |                     |  |     |
| Вуядин Бошков    |    |                     |  |     |

| В          | 1  | Філіп де Вільде     |  |      |
| З          | 3  | Гуй Маршуль         |  |      |
| З          | 5  | Вім Куйман          |  |      |
| З          | 2  | Жорж Грюн (к)       |  |      |
| З          | 4  | Стівен Кеші         |  | 29'  |
| ПЗ         | 8  | Арнор Гудйонсен     |  |      |
| ПЗ         | 6  | Чарлі Мусонда       |  |      |
| ПЗ         | 7  | Патрік Верворт      |  |      |
| ПЗ         | 10 | Мілан Янкович       |  | 116' |
| Н          | 11 | Марк ван дер Лінден |  |      |
| Н          | 9  | Марк Дегріз         |  | 103' |
| Запасні:   |    |                     |  |      |
| В          | 12 | Ранко Стоїч         |  |      |
| З          | 13 | Дональд ван Дурм    |  |      |
| ПЗ         | 14 | Герт Вергеєн        |  |      |
| Н          | 16 | Луїс Олівейра       |  | 116' |
| Н          | 15 | Люк Ніліс           |  | 103' |
| Тренер:    |    |                     |  |      |
| Аад де Мос |    |                     |  |      |